# Зета (река)
Вижте пояснителната страница за други значения на Зета.
Зета е река в Черна гора, десен приток на Морача. Дължината ѝ е 89 km (включително 5 km подземни), а водосборния басейн 1547 km ².
Зета е понорна река, което физикогеографско явление е характерно за Далматинското крайбрежие покрай Динарите. В Белопавличката долина образува меандри преди да се влее в Морача под руините на старата Дукля.
Зета се дели се на Горна Зета и Долна Зета от Сливля. На реката има изградени ВЕЦ.